# American-Airlines-Trip 28
Der American-Airlines-Trip 28 war ein inländischer Linienflug der American Airlines von Burbank, Kalifornien nach New York City mit einem planmäßigen Zwischenstopp in Phoenix, Arizona. Am 23. Oktober 1942 ereignete sich auf diesem Flug ein schwerer Zwischenfall, als die an diesem Tag auf dem Flug eingesetzte Douglas DC-3-178 mit einem Kampfflugzeug des Typs Lockheed B-34 kollidierte und abstürzte. Bei dem Unfall kamen alle zwölf Insassen an Bord der DC-3 ums Leben, das Militärflugzeug konnte sicher landen.

## Beteiligte Flugzeuge

### Douglas DC-3 der American Airlines
Das beteiligte Passagierflugzeug der American Air Lines war eine 1936 gebaute, zivile Douglas DC-3-178 gebaute Douglas DC-3C mit der Werknummer 1555. Die Maschine wurde im Oktober 1936 an die American Airlines ausgeliefert und erhielt in diesem Zuge das Luftfahrzeugkennzeichen NC16017. Das zweimotorige Mittelstreckenflugzeug wurde von zwei Doppelsternmotoren Pratt & Whitney R-1830-92 Twin Wasp mit je 1.200 PS Leistung angetrieben.

#### Passagiere und Besatzung
Den Linienflug American-Airlines-Trip 28 hatten neun Passagiere angetreten. Es befand sich eine dreiköpfige Besatzung an Bord der Maschine, bestehend aus einem Flugkapitän, einem Ersten Offizier und einer Flugbegleiterin:
- Der 42-jährige Flugkapitän Charles Fred Pedley war seit Januar 1928 bei American Airlines angestellt. Er verfügte über 17.155 Stunden Flugerfahrung, von denen er etwa 5.000 Flugstunden im Cockpit der Douglas DC-3 absolviert hatte.
- Erster Offizier war der 26-jährige Louis Frederick Reppert, Jr. Reppert verfügte über 863 Stunden Flugerfahrung, wovon er 353 Stunden im Cockpit der Douglas DC-3 abgeleistet hatte.
- Die 27-jährige Flugbegleiterin Estelle Frances Regan war seit dem 13. Mai 1940 bei American Airlines angestellt.

### Lockheed B-34 der USAF

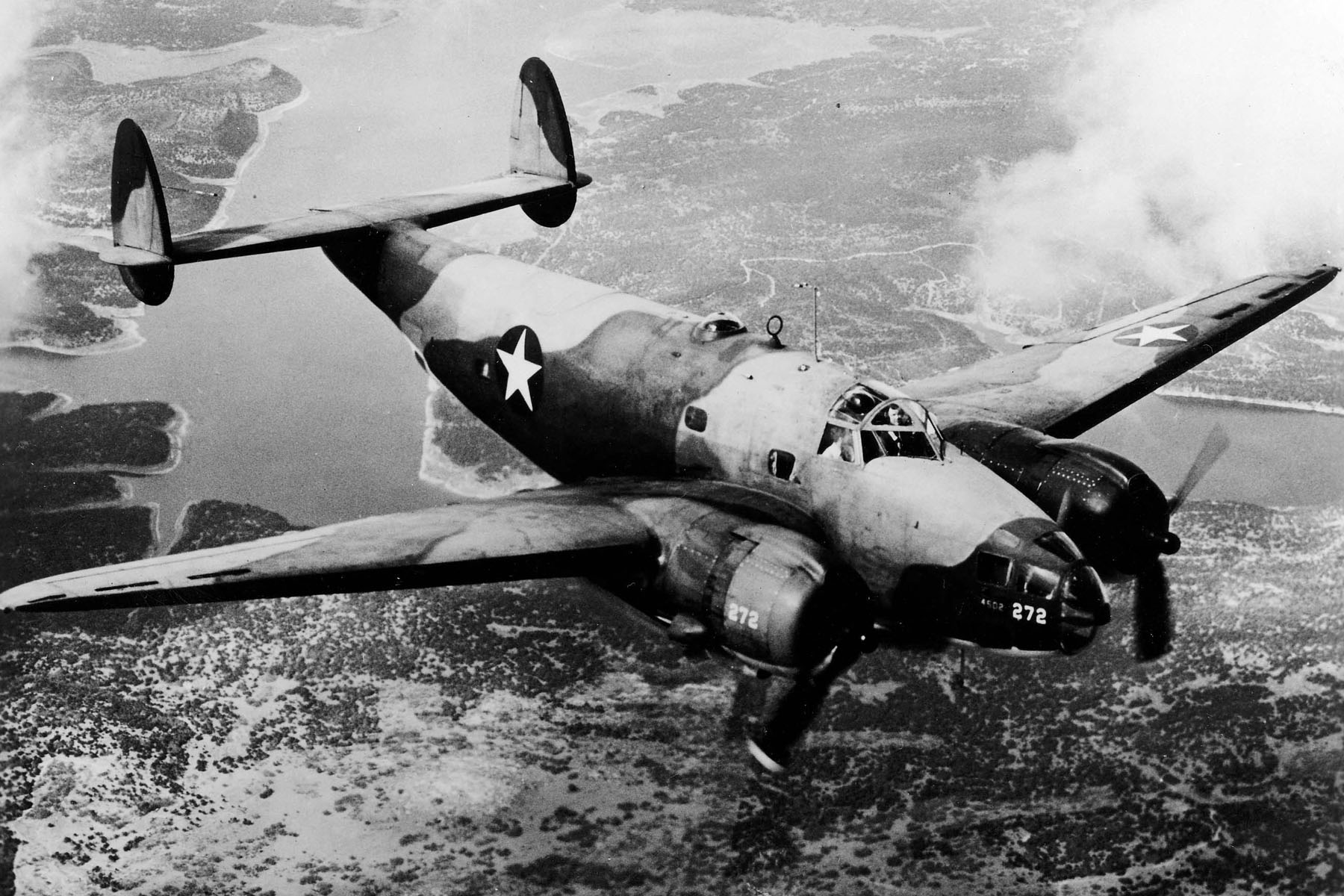
Eine Lockheed B-34

Das zweite beteiligte Flugzeug war eine nur wenige Monate alte Militärmaschine des Typs Lockheed B-34 mit der Werknummer 137-4772, die das militärische Luftfahrzeugkennzeichen 41-38116 trug.

#### Besatzung
Das Militärflugzeug wurde gesteuert vom 25-jährigen Leutnant William Norman Wilson, der über 1.500 Stunden Flugerfahrung verfügte. Seine Flugerfahrung mit der Lockheed B-34 belief sich auf 18 Stunden, wovon er jeweils die Hälfte in der Funktion des Flugkapitäns und die andere Hälfte in der Funktion des Ersten Offiziers absolviert hatte. Staff Sergeant Robert Reed Leicht war der Erste Offizier der B-34 und verfügte über 100 Stunden Flugerfahrung.

## Unfallhergang
Die DC-3 startete um 16:36 Uhr von Burbank zum Flug nach Phoenix. Im 17:02 Uhr meldete der Kapitän der DC-3, dass er sich in 9.000 Fuß Höhe über Riverside, Kalifornien befand und gab seine voraussichtliche Ankunft über dem Knotenpunkt Indio, Kalifornien mit 17:22 Uhr an.
Um 16:26 Uhr hob unterdessen die Lockheed B-34 der United States Army Air Force in Long Beach zum Flug nach Palm Springs ab. Kapitän Wilson flog zunächst in einer Höhe von 4.000 Fuß bis zu einem Punkt nordwestlich der Militärbasis March Field bei Riverside, Kalifornien. Anschließend flog er zwei weite Platzrunden und wies den Ersten Offizier Leicht an, Ausschau nach der DC-3 zu halten. Wilson ließ seine Maschine in Richtung des San-Gorgonia-Passes steigen, bis er die DC-3 in Sichtweite hatte. Nachdem er eine Flughöhe von 9.000 Fuß erreicht hatte, flog er etwa eineinhalb bis zwei Meilen links an der DC-3 vorbei. Wilson ließ die Tragflächen der B-34 nach links und rechts rollen, um seinen Bekannten und Ersten Offizier an Bord der DC-3, Louis Frederick Reppert, Jr., zu grüßen. Er kreuzte dann den Kurs der DC-3 und verlangsamte seine Maschine, sodass die DC-3 die B-34 auf einem parallelen Kurs überholte. Da Wilson der Meinung war, dass er immer noch zu weit von der DC-3 entfernt war, damit sein Freund ihn erkennen könnte, flog er mit der B-34 eine Linkskurve, um näher an die DC-3 heranzufliegen. Nachdem er seinen Kurs geändert hatte, bemerkte er, dass er schneller und näher an die DC-3 heranflog, als er beabsichtigt hatte. In der Absicht, einen Zusammenstoß noch zu verhindern, flog er eine Rechtskurve, jedoch gelang es ihm nicht, die Kollision abzuwenden. Der Erste Offizier Leicht gab später zu Protokoll, dass er zum Zeitpunkt der Kollision die DC-3 gesehen habe, wie sie vor und unter der B-34 flog. Er habe dann gesehen, wie der Propeller der B-34 in das Leitwerk der DC-3 eingeschlagen habe. Hierbei seien drei Viertel des Höhenruders der DC-3 abgetrennt worden. Der Erste Offizier Leicht gab an, dass die DC-3 anschließend kurz gestiegen sei, bis sie sich in einer Höhe von 10 Fuß über der B-34 befand. Anschließend sei sie nach links außer Sichtweite der Piloten der B-34 gerollt. Die DC-3 schlug auf dem Boden auf, wobei sie in Brand geriet und alle 12 Insassen, darunter der Musiker Ralph Raigner, getötet wurden. Die B-34 konnte sicher auf dem Militärflughafen in Palm Springs landen.

## Ursache
Das Civil Aeronautics Board (CAB) übernahm nach dem Unfall die Ermittlungen zur Unfallursache.
Die Ermittler stellten fest, dass Kapitän Wilson ein Freund des Ersten Offiziers Reppert war, der auf dem Flug 28 eingesetzt wurde. Die beiden seien sich am Vorabend begegnet und während ihres Gesprächs stellten sie fest, dass sie am Nachmittag des Folgetages voraussichtlich beide ungefähr zur gleichen Zeit abfliegen würden. Sie hatten einige Monate zuvor gemeinsam in Kleinflugzeugen trainiert und hätten offenbar gedacht, es wäre spannend, einander in der Luft zu sehen.
Als wahrscheinliche Ursache für den Unfall gab das CAB „Rücksichtsloses und unverantwortliches Verhalten von Lt. Wilson“ an, der vorsätzlich ein Kampfflugzeug in gefährliche Nähe eines Verkehrsflugzeugs manövriert habe, um die Aufmerksamkeit des Ersten Offiziers der DC-3 zu erregen.